# Coppa del Baltico 1930
L'edizione 1930 della Coppa del Baltico fu la terza del torneo e fu vinta dalla Lituania, giunta al suo primo titolo.

## Formula
Il torneo fu disputato su un girone con gare di sola andata giocate tutte a Kaunas nel giro di tre giorni: erano assegnati due punti alla vittoria, uno al pareggio e zero alla sconfitta.

## Classifica finale
| Pos. | Squadra  | Pt | G | V | N | P | GF | GS | DR |
| ---- | -------- | -- | - | - | - | - | -- | -- | -- |
| 1.   | Lituania | 3  | 2 | 1 | 1 | 0 | 5  | 4  | +1 |
| 2.   | Lettonia | 3  | 2 | 1 | 1 | 0 | 6  | 5  | +1 |
| 3.   | Estonia  | 0  | 2 | 0 | 0 | 2 | 3  | 5  | -2 |

## Risultati
| Arbitro: | Georg Muntau |

|                           |           |          |
| Citavičius 65’ Lingis 67’ | Marcatori | 49’ Karm |

| Arbitro: | Georg Muntau |

|                                       |           |                     |
| Pētersons 11’ Žins 15’ Dambrēvics 56’ | Marcatori | 18’ Einman 38’ Karm |

| Arbitro: | Georg Muntau |

|                                           |           |                         |
| Citavičius 32’ Lingis 46’ Chmelevskis 89’ | Marcatori | 37’, 61’, 64’ Pētersons |